# Cikupa (Darma)
Cikupa is een bestuurslaag in het regentschap Kuningan van de provincie West-Java, Indonesië. Cikupa telt 2174 inwoners (volkstelling 2010).